# Дорош Євген Григорович
Євге́н Григо́рович До́рош (нар. 13 жовтня 1948, село Оріховець нині Тернопільського району Тернопільської області - 20 червня 2009 м. Тернопіль) — український краєзнавець.

## Біографія
1975 року закінчив Тернопільський фінансово-економічний інститут (нині - Західноукраїнський національний університет). Працював на Тернопільському бавовняному комбінаті, Тернопільському комбайновому заводі, спільному російсько-американському підприємстві «Субос» у місті Сургут Тюменської області Російської Федерації. Нині працює у ТзОВ «ТІСМО і К».

## Краєзнавча діяльність
Євген Дорош — автор історико-краєзнавчих нарисів «Степан Качала» (1995), «Тимотей Старух» (1996), ілюстрованого настінного календаря «Тернопіль історичний-2000» (у співавторстві). Він є також автором фотоілюстрованих видань: «Лісовими стежками» (1985), «Шацький природний національний парк»(1986), «Збаразький замок» (1988), «Незаймана краса Волині» (1989).
Підготував до друку науково-популярне видання «Тарас Шевченко на Поділлі і Волині» та монографію «Українське духовенство у Сибіру в кінці XVII — першій половині XVIII століття».
Від 1992 року член Всеукраїнської спілки краєзнавців.
У співавторстві з Володимиром Слюзарем видав книжку "Кирило Студинський. Докумнти, спогади, світлини(2008). Після смерті Є. Дороша побачило світ ще одне їхнє спільне дослідження «Родина Качалів в історії Галичини» (2010).

### Видані книги
- Дорош Є. Степан Качала. — Тернопіль, 1995. — 54 с.
- Дорош Є. Тимотей Старух. — Тернопіль: Горлиця, 1996. — 40 с.
- Дорош Є. Степан Качала. — 2-е видання, перероблене і доповнене. — Тернопіль: Тернопіль Онлайн, 2000. — 72 с.
- Дорош Є. Тарас Шевченко на Поділлі і Волині. — Тернопіль: Економічна думка, 2002. — 101 с.
- Кременецький «Малий Кобзар» / Вступна стаття і упорядкування Є. Дороша. — Тернопіль: Горлиця, 2002. — 91 с.
- Кирило Студинський : документи, спогади, світлини / Є. Дорош, В. Слюзар. — Тернопіль : Підручники і посібники, 2008. — 79 с. : фот.
- Родина Качалів в історії Галичини / Є. Дорош, В. Слюзар. — Тернопіль : Підручники і посібники, 2010. — 159 с. : фот., портр. — (Серія «Корінь і крона» / Держ. архів Терноп. обл. ; вип. 56).